# لا أحد ينام في الإسكندرية
لا أحد ينام في الإسكندرية هي رواية عربية من تأليف الروائي المصري إبراهيم عبد المجيد، صدرت عام 1996، وتوثق في اطار درامي العلاقات المتشابكة للمجموعات المختلفة من سكان مدينة الإسكندرية خلال فترة الحرب العالمية الثانية، حيث استعرضت العلاقة بين السكان المحليين للأسكندرية والوافدين عليها من دلتا وصعيد مصر، والعلاقة بين اتباع الديانات المختلفة في خلال رحلة التعايش اليومي مع الظروف الاقتصادية والسياسية والاجتماعية التي شكلت الحياة اليومية من بداية اندلاع الشرارات الأولى للحرب العالمية الثانية (1939)، وحتى اقتراب نيران هذه الحرب للحدود الغربية لمصر باندلاع معركة العلمين لأولى ومعركة العلمين الثانية (1942).
وتتمحور أحداث الرواية حول علاقة الصداقة بين أثنين من الوافديين على مدينة الإسكندرية، مجد الدين المسلم القادم من إحدى قرى دلتا مصر، ودميان المسيحى القادم من صعيد مصر. وفي إطار هذه العلاقة يتم استعراض رحلتهما اليومية معاً للصمود في وجه صعوبات الحياة المدنية وتحدياتها، إلى جانب رحلتهما الذاتية لاكتشاف الذات ونظرة كل منهما للأديان والاختلافات الثقافية والاجتماعية. وتستعرض الرواية العديد من الشخصيات النسائية المميزة التي تلقى الضوء على الأدوار الاجتماعية المختلفة التي لعبتها المرأة المصرية خلال هذه الحقبة.
وقد بدأ الكاتب إبراهيم عبد المجيد بهذه الرواية ثلاثيته الأدبية لتتبع مسيرة تاريخ الإسكندرية الحديث بدأُ من الحرب العالمية الثانية، ثم تلاها برواية طيور العنبر التي استعرضت الإسكندرية بعد حرب العدوان الثلاثى (1956) وخلال فترة الستينات من القرن العشرين والخروج الكبير للأجانب منها والتحول لتكون المدينة مصرية فقط وتتغير كثير من ثقافتها، ثم أختتمها برواية الإسكندرية في غيمة والتي تناولت الأسكندرية خلال سبعينات القرن الماضى، وكيف ظهرت في المدينة موجة من الفكر المتطرف دينيا، والذي تحالف معه النظام السياسى في ذلك الوقت، عصر السادات، وأجهزته الأمنية، لتبدأ الحرب على الفكر التقدمي وتتخلى المدينة حتى عن روحها المصرية وتتغير فيها الأمكنة وعادات الناس ويتراجع فيها التسامح والحرية وتفقد مع مصريتها ما بقى فيها من روح كوزموبوليتانية.

## أحداث الرواية
تبدأ الأحداث باستعراض الشرارات الأولى لبداية الحرب العالمية الثانية والتي تزامنت مع اضطرار مجد الدين- المزارع الميسور حافظ القرأن والمشهور بالوداعة ورجاحة العقل- إلى الرحيل عن قريته هو وزوجته، امتثالاً لقرار عمدة القرية وحقناً لدماء ما تبقى من عائلته بعد أن فقد أخوته في أحداث الثأر بين عائلته "الخلايلة" وعائلة "الطوالبة"، والتي أشعلها أخيه الأصغر البهى بفتنته لنساء القرية. وبهذا رحل مجد الدين مع زوجته الشابه زهرة وابنته الرضيعة شوقية إلى الإسكندرية، ليستقر بها بمساعدة أخيه البهى الذي استقر بها من عدة سنوات هرباً من القرية والثأر وحباً في نمط الحياة بها. وقد ساعده البهى لإيجاد سكن له في نفس المنزل الذي يقطن به والمملوك للخواجة ديمترى والذي يقطن مع عائلته بنفس المنزل. وبمجرد عثوره على السكن، بدأ مجد الدين في البحث عن عمل بالإسكندرية التي "بدأت تعانى من اشتعال الحرب، فشحت بها فرص العمل وارتفعت تكاليف المعيشة وازداد الفقر. وخلال رحلته اليومية في البحث عن عمل تعرف على دميان، رب أسرة مسيحى قادم من صعيد مصر غير ملتزم بأداء الشعائر الدينية وان كانت نفسه ممتلئة بالورع طواقة للمعرفة- والذي ساعده بالتعرف على المجتمع الذي يحيط به وكيفية التأقلم والتعايش معه. وفي تلك الأثناء بدأت زهرة في التعرف على مريم جارتها وزوجة الخواجة ديمترى، وبناتها كامليا وإيفون وجارتهم لولا والذين ساعدوها في التغلب على شعورها بالوحدة وافتقاد أهلها وقريتها، وفك أسبار العيش بالإسكندرية والتمتع بملذاتها.
وبعد فترة قصيرة من وصول مجد الدين للإسكندرية، تورط البهى في مشاجرة كبيرة بين طائفته من الوافديين «الفلاحين» وطائفة «الصعايدة» ولقى مصرعه على اثرها على مرأى ومسمع من زهرة، مما مثل صدمة كبيرة لمجد الدين وزاد من وحدته أكثر بالإسكندرية. ولكن لحسن الحظ لم تطل وحدة مجد الدين في وجود دميان حيث تطورت صداقتهما بسرعة واصبحا لا يفترقا حتى تمكنا من الحصول على عمل دائم كعمال بالسكة الحديد. وفي خلال ترافقهما بدأ دميان يشعر بأنه مقصر في أداء شعائره الدينية وتولدت لديه الرغبة في التقرب أكثر إلى الله. وقد تزامن ذلك مع العديد من النقاشات مع مجد الدين حول الحياة والعيش بسلام والتقارب والتشابه بين دينيهما. وفي تلك الأثناء بدأت أحداث الحرب تزداد سخونه وبدأت الإسكندرية تتعرض لغارات حربية متقطعة، مع اشتعال الحرب بين الحلفاء والمحور بالصحراء الغربية لشمال أفريقيا. وبدأت وتيرة وشدة الغارات تزداد تدريجيا مع تقدم المعارك نحو الحدود الغربية لمصر. وقد أسفرت هذه الغارات عن دمار العديد من المنازل ووقوع ضحايا بالمئات، وبدأ العديد من سكان الإسكندرية في تركها هرباً من جحيم الحرب الزاحف على مدينتهم. إلا أن مجد الدين ودميان لم ييستطيعا أن يتركا الإسكندرية لطبيعة عملهما الدائم، كما أن مجد الدين لم يعد لديه مكان آخر يذهب إليه.
وفي ظل الأحداث المستعرة تنشأ على استحياء علاقة حب بين كامليا المسيحية ابنة الخواجة دميترى والشاب المسلم رشدى، وما أن تلوح شرارات هذا الحب في الأفق حتى تنفتح أبواب الجحيم على القلبيين اليافعيين، لقناعة الأهل من الطرفيين باستحالة استمرار هذه العلاقة لاختلاف الدين بينهما، وما ستحمله من مشاكل كبيرة قد تشعل الفتنة بين اتباع الديانتين بالحى بأكمله. وهنا يسوق القدر مجد الدين في أتون هذه المشكلة ليجد نفسه في مواجهة جاره الخواجة ديمترى لحل هذه المشكلة بتغليب صوت العقل والحيلولة دون الفتنة.
ويتزامن توغل جيوش المحور داخل الأراضى المصرية بقيادة روميل، مع تكليف مجد الدين ودميان للعمل بمطروح، ليجدا نفسيهما في مواجهة الصحراء الشاسعة التي تتناثر بها الحشود العسكرية المتأهبة للمعركة الفاصلة. وقبل أن يرحل مجد الدين عن الإسكندرية، يقرر أن يعيد زهرة – التي كانت في انتظار أستقبال طفلهما الثانى- وشوقية إلى قريتهم، لحمايتهم من الغارات التي ازدات ضراوتها واصبحت تهدد كل شبر بالإسكندرية.
شكلت الفترة التي قضاها مجد الدين ودميان بمطروح تجربة ثرية لكليهما للتعرف على الآخريين من الجنود من الجنسيات المختلفة، والمجاوريين لهم بمعسكرات الحلفاء القريبة من محطة السكك الحديدية، واتسعت عقولهم وأفئدتهم لقبول التباين في الثقافات والتي لا تغير كثيراً في روح وجوهر الإنسان. ومع بداية معركة العلمين الثانية، تتعرض محطة السكك الحديد وسكن مجد الدين ودميان بمطروح، للقصف والتدمير، مما يدفعهما إلى الهرب إلى الإسكندرية، ولكن في طريقهما، يشاء القدر أن يفرق بينهما، وأن يلقى دميان مصرعه، ليكمل مجد الدين هروبه إلى قريته بالدلتا، والتي تلاشى خوفه من الذهاب إليها بعد أن واجه الموت وفقد صديقه. في النهاية يقرر مجد الدين وزهرة أن يعودا مرة أخرى إلى الإسكندرية ليستأنفوا حياتهم بها بعد انقشاع غبار الحرب عنها.

## نسق الرواية
تمثل الرواية المكونة من 29 فصل، الأدب الواقعى المرتكز على السرد القصصي الدرامي لشخصيات تخيلية تتشابك مساراتها ببعضها البعض في اطار السياق الدرامي لتشكل الحبكة الدرامية للقصة. واعتمدت الرواية على استخدام اللغة الفصحى الميسرة في السرد والحوار، وإن احتوت على القليل من جمل الحوار والكلمات باللغة العامية المصرية والبدوية. وعلى هامش السرد القصصي الدرامي، تضمنت الرواية تسجيل وسرد لبعض أهم الأحداث اليومية التاريخية التي شكلت علامات فارقة بتاريخ الإسكندرية والتي تقاطعت بعضها مع خط الأحداث الدرامية والتطور الذاتى للشخصيات. وتعتبر هذه الرواية أحد النصوص الهامة التي قدمت صورة حية للتاريخ الحديث لمدينة الأسكندرية من وجهة النظر المحلية، حيث لم تختزل هذا التاريخ في دور الطبقات الأرستقراطية والجاليات الأجنبية فقط، وانما قدمت تشريح مبسط للمجتمع السكندرى المحلى. ويذكر الكاتب إبراهيم عبد المجيد في أحد لقاءاته التليفزيونية أن لا أحد ينام في الإسكندرية قد أخذت منه ست سنوات قضاها في القراءة والكتابة والسفر والمشي في الصحراء الغربية للوقوف على أماكن الحرب، حيث مشى حافيا في الرمل، وتلمس الشمس، وزار المكان في الصيف والشتاء ليشعر بتغير المناخ، وكل ذلك في خدمة أبطال الرواية.

## النشر والترجمة
تم نشر الرواية لأول مرة باللغة العربية عام 1996، وتم نشرها عام 2000 بدار نشر الجمل لتأتى في 434 صفحة من القطع المتوسط، ثم قامت دار نشر الشروق عام 2004 بإصدارها في طبعة محسنة من 453 صفحة من القطع المتوسط. ترجمت رواية «لا أحد ينام في الإسكندرية» إلى الإنجليزية والفرنسية، حيث قام المترجم فاروق عبد الوهاب بترجمة نسختها الإنجليزية والتي صدرت عن قسم النشر بالجامعة الأمريكية بالقاهرة عام 2006 في 416 صفحة.

## تقييم الرواية
تعتبر رواية لا أحد ينام في الإسكندرية أحد الأعمال الهامة في تاريخ الأدب المصرى والعربي المعاصر، حيث حصلت على جائزة معرض القاهرة الدولى للكتاب لأحسن رواية عن عام 1996، ودائمًا ما يتم ذكرها ضمن قوائم الأعمال الأدبية العربية الأكثر تأثيراً أو قراءة أو انتشار. وقد جاءت نسختها الإنجليزية ضمن قائمة أفضل مائة رواية عالمية للأعمال الأدبية الحديثة. أخذ بعض القراء على الرواية زيادة مساحة سرد الأحداث العامة للحياة اليومية من أحداث سياسية وعسكرية واجتماعية وفنية مما يبعث على الملل في بعض أجزاء الرواية لانفصال القارئ المفاجئ عن السياق الدرامي.
في عام 2006 تم تحويل الرواية إلى مسلسلٍ تلفزيوني يحمل اسم لا أحد ينام في الإسكندرية.